# Yuka Kobayashi (wspinaczka sportowa)
Yuka Kobayashi (jap. 小林由佳) (ur. 29 grudnia 1987 w Tōkai-mura prefekturze Ibaraki) – japońska wspinaczka sportowa. Specjalizująca się we boulderingu, prowadzeniu oraz we wspinaczce łącznej. Wielokrotna medalistka mistrzostw Azji, dwukrotna wicemistrzyni Azji we wspinaczce sportowej z 2008 i 2015.

## Kariera sportowa
Na mistrzostwach Azji we wspinaczce sportowej zdobywała srebrne medale w konkurencji prowadzenia: w 2008 w Kantonie (przegrała w finale z Koreanką Kim Ja-in) oraz w 2015 w Ningbo (w finale przegrała ponownie z Kim Ja-in). W 2004 w Jeolli Południowej zdobyła brązowy medal, ulegając Koreankom Kim Ja-in i Go Mi-sun.
W 2012 w Haiyang w Chinach na plażowych mistrzostwach Azji we wspinaczce sportowej w prowadzeniu zdobyła brązowy medal.
Wielokrotna uczestniczka festiwalu wspinaczkowego Rock Master, który corocznie odbywa się na ścianach wspinaczkowych w Arco. W 2016 na tych zawodach wspinaczkowych zajęła siódme miejsce w konkurencji prowadzenia.

## Osiągnięcia

### Mistrzostwa świata
| Konkurencje | 2005 | 2007 | 2009 | 2011 | 2012 | 2014 | 2016 |
| Prowadzenie | 11   | 4    | 4    | 13   | 12   | 7    | 13   |

### Mistrzostwa Azji
| Konkurencje | 2004 | 2008 | 2015 |
| Bouldering  | —    | 4    | —    |
| Prowadzenie | 3    | 2    | 2    |

### Plażowe igrzyska azjatyckie
| Konkurencje | 2012 |
| Prowadzenie | 3    |

### Rock Master
| Konkurencje | 2009 | 2011 | 2016 |
| Prowadzenie | 9    | —    | 7    |
| Duel        | —    | 10   | —    |